# زورا نيل هيرستون
زورا نيل هيرستون (7 يناير/ كانون الثانى 1891 - 28 يناير/ كانون الثانى 1960)، كانت هيرستون باحثة في الفلكلور وعالمة أنثروبولوجيا، وروائية أمريكية. كتبت هيرستون أربعة روايات كبار، وما يزيد عن خمسين قصة قصيرة بالإضافة إلى كتابة العديد من المسرحيات والمقالات. ومن أشهر رواياتها، «عيونهم كانت تراقب الرب»، التي نشرت عام 1937. تم إعادة نشر العديد من أعمالها في عام 1975، وفي عام 2001 تم نشر مخطوطة لها بعنوان «يجب على كل لسان الاعتراف»، وهي مجموعة من حكايات التراث الشعبي، تم تجميعها عام 1920. وكذلك في عام 2018 نشر كتابها غير الرسمي (بالإنجليزية: Barracoon).[بحاجة لمصدر]

## حياتها

### نشأتها
وُلِدت هيرستون في السابع من يناير/ كانون الثانى لعام 1891 بمدينة نوتاسولجا بولاية ألاباما؛ مسقط رأس أبيها وجدها من قبله. عمل والدها جون هيرستون واعظاً بالكنيسة المعمدانية، ومزارعاً بالأجرة، ونجاراً، وعملت والدتها لوسى آن هيرستون معلمة. كانت زورا نيل هيرستون الخامسة بين أشقائها الثمانية.
وبعد أن أتمت عامها الثالث، انتقلت هيرستون مع عائلتها إلى إيتونفيل، ولاية فلوريدا ، وهناك في مدينة إيتونفيل التي تعتبر من أولى الولايات الأمريكية التي يعيش بها السود فقط، رأت زورا دليلاً على إنجازات المواطنين السود المحيطين بها. ففي مركز البلدية، قام رجال سود، من بينهم والدها، جون هيرستون، بصياغة قوانين تنظم الحياة في إيتونفيل. ورأت في الكنيستين في المدينة نساءً من السود، من بينهن والدتها، لوسي، يدرن المنهاج الدراسي لمدرسة الأحد. ورأت على مدخل متجر القرية رجالاً ونساءً سود يقصون الحكايات على شكل قصص غنية بالألوان وتأسر القلوب.
تمتعت زورا بطفولة سعيدة نسبياً، رغم الصدامات المتكررة مع والدها الواعظ الديني الذي سعى أحياناً – كما كانت تصف الأمر – إلى «التضييق» على روحها الصاخبة. وبالمقارنة كانت والدتها تحث الصغيرة زورا وأولادها السبعة على «القفز إلى الشمس» مستخدمة اللغة المحكية الأميركية الأفريقية الشائعة في إيتونفيل. وقد شرحت هيرستون ذلك بالقول، "قد لا نهبط على الشمس ولكن على الأقل نكون قد بدأنا نرتفع عن الأرض".
تقول هيرستون أنها دائماً ما داخلها شعور بأن إيتونفيل هي بلدتها التي ولدت ونشأت وترعرعت بها وكأنها موطنها، وعندما كبرت، كانت تشيع في بعض الأحيان أن أصلها يرجع إلى مدينة إيتونفيل وليست مدينة نوتاسولجا. في عام 1897 رُشِح والدها لمنصب العمدة، وفي عام 1902 أصبح الواعظ الرئيسى بأكبر كنيسة في البلدة، وهي كنيسة ماكدونيا التبشيرية المعمدانية.
مجدت هيرستون بلدتها إيتونفيل في قصصها، وصورتها كمكان يعيش السود فيه حياتهم كما يتصورونها، مستقلين عن المجتمع الأبيض. وفي عام 1901 قام بعض الأساتذة من مدارس الشمال بزيارة إيتونفيل، وأثناء زيارتهم أعطوا زورا عددا من الكتب ساعدت على تفتح عقلها للأدب، وقد وصفت زورا إحساسها وكأنها قد ولدت من جديد. قضت هيرستون ما تبقي من طفولتها في إيتونفيل، وكتبت تصف حياتها في الفترة التي أقامت فيها بإيتونفيل في مقال كتبته عام 1928 بعنوان، «أن تكون أنا».
توفت والدتها عام 1904، وبوفاتها انتهت السنوات المثالية الأولى لهيرستون وزواج والدها السريع الذي تبع ذلك. تزوج والدها من ماتى موج؛ وأُعتبر هذا فعلاً غير لائق من ناحيته، بل وأشيع بأنه كان على علاقة معها قبيل وفاة زوجته الأولى، وبعد أن تشابكت زورا بالأيدى مع زوجة والدها، أرسلها والدها إلى مدرسة معمدانية داخلية في جاكسون فيل بفلوريدا، ولكنه عجز عن إكمال سداد مصاريف المدرسة وانتهى الأمر بطرد زورا منها، وبعد خروجها من المدرسة عملت خادمة للمغنى الرئيسى في شركة جيلبرت وسوليفان للأعمال المسرحية.
في عام 1917، بدأت هيرستون بالذهاب إلى ثانوية جامعة مورجان، وهي جامعة للسود في بالتيمور بميريلاند، ولكى يتم قبولها في الجامعة تظاهرت بأنها فتاة مراهقة لكي تتمكن من الحصول على تعليم رسمي مجاني، مؤكدة على أنها ولدت عام 1901 أي أقل بعشر سنوات من التاريخ الحقيقي لولادتها، ومنذ ذلك الوقت كانت تقدم نفسها دائماً أصغر من عمرها الحقيقي بعشر سنوات. تخرجت زورا من ثانوية جامعة مورجان عام 1918.

### حياتها الجامعية
في عام 1918، بدأت هيرستون دراساتها الجامعية في جامعة هوارد، حيث كانت واحدة من المؤسسين لمنظمة زيتا فاى بيتا النسائية، كما شاركت في تأسيس جريدة الطلبة، قمة التل بالجامعة. وأثناء دراستها بالجامعة أخذت هيرستون دورات في تعلم الأسبانية، والإنجليزية، واليونانية، وفن الخطابة، كما حصلت على درجة مساعد عام 1920. وفي عام 1921، كتبت قصة قصيرة بعنوان، «جون ريدينج يذهب إلى البحر»، والتي كانت السبب في تأهلها لأن تصبح عضوة بنادى آلان لوك الأدبى؛ الستايلس. تركت هيرستون الجامعة عام 1924. حتى عرض عليها أمين كلية بيرنارد بجامعة كولومبيا في عام 1925منحة دراسية، فكانت الطالبة السوداء الوحيدة بالجامعة.
حصلت هيرستون عندما كانت في السابعة والثلاثين على درجة البكالوريوس في الأنثروبولوجيا عام 1928. كما كتبت بحثا في الثقافة الإنسانية مع عالم الأنثروبولوجيا البارز فرانز بواس بجامعة كولومبيا. وعملت أيضا مع روث بينيديكت وزميلتها طالبة الأنثروبولوجيا مارجريت ميد.
تخرجت وزرا من الجامعة كمتخصصة في علم الأنثروبولوجيا]].

### نضوجها الحياتى والمهنى
تزوجت هيرستون من هربرت شين، عازف موسيقى الجاز وزميلها السابق بكلية هوارد عام 1927، ولكن انتهى زواجهما بالطلاق عام 1931. وفي عام 1939، وأثناء فترة عملها لدى إدارة تقدم الأشغال، تزوجت من ألبرت برينس الذي كان يصغرها ب 25 عاما، وكمثيله من قبله، انتهى زواجهما أيضا، لكن بعد سبعة أشهر فقط.
عاشت زورا بكوخ بإيو جالى، فلوريدا مرتين، الأولى عام 1929 والثانية عام 1951. وخلال الثلاثينيات أقامت هيرستون بويست فيلد بنيوجيرسى، وكان لانجستون هيوز أحد جيرانها بالمنطقة التي سكنت فيها.
وفي عام 1934 أسست هيرستون مدرسة للفنون الدرامية، «قائمة في الأساس على تعبيرات زنجية خالصة»، وأسستها بجامعة بيثون-كوكمان، وهي جامعة تاريخية للسود في دايتون بيتش بفلوريدا. وبمضى السنوات، وبالإضافة إلى استمرارها بمسيرتها الأدبية، عملت هيرستون في كلية نورث كارولينا للزنوج (تسمى الآن جامعة نورث كارولينا المركزية) في دورهام بكارولينا الشمالية.

## ما تركته من تراث وما حصلت عليه من تكريم
في عام 1956، حصلت هيرستون على جائزة كلية بيثون-كوكمان لما حققته من إنجازات في التعليم والعلاقات الإنسانية. وحتى الآن، لا يزال قسم اللغة الإنجليزية بالكلية حريصا على الحفاظ على إرثها الثقافى الذي تركته لهم.

### عملها في مجالى الأنثروبولوجيا والفلكلور
سافرت هيرستون كثيرا إلى منطقتي البحر الكاريبي وأمريكا الجنوبية، وهناك انغمست في دراسة الممارسات الثقافية المحلية من أجل بحثها الذي كانت تعمل عليه في مجال الأنثروبولوجيا والذي قامت بتمويله شارلوت أوجسود ميسون  في الفترة من عام 1928 وحتى عام 1932، وفي 1935 واستنادا إلى بحثها هذا كتبت هيرستون «البغال والرجال». أشارت زورا في «البغال والرجال» إلى أفعال رجل السلطة الأبيض، الذي يستغل سلطته هذه في اتخاذ محظيات السود لإشباع رغباته الجنسية، ولاحقا تنجب منه المرأة السوداء أطفالا. وللحد من هذا الأمر صدرت وثيقة لحماية حقوق هذه النساء، حيث كان اتخاذ عشيقات من السود عادة متأصلة في رجال السلطة البيض الخاضعين للمارسات العرقية أثناء فترة الإستعباد، كما أشارت أيضا في كتابها هذا إلى مجتمعات اللامبر، والكثير عن الفن الشعبى؛ الفلكلور. ساعدتها هذه الأحداث أيضا في كتابة رواية بعنوان «يقطينة يونس».
في الفترة من 1936 حتى 1937 سافرت هيرستون إلى جامايكا وهايتي لكتابة بحث بدعم من مؤسسة جاجنهيم، ولكنها أوقفت البحث من أجل كتابها «أخبر حصاني» الذي نُشِر عام 1938.
بداية من أكتوبر عام 1947 إلى فبراير عام 1948، أقامت زورا في الهندوراس، في مدينة تقع على الساحل الشمالى تدعى بويرتو كورتيس. كان لدى زورا أملاً في تحديد مكان أطلال حضارة المايا أو حتى بقايا أطلال لحضارة لم تُكتشف بعد.
أثناء تواجدها ببويرتو كورتيس كتبت جزءاً كبيراً من كتابها «ساروف على السُوانى». (ساروف: هو ملاك ذو ستة أجنحة)
أعربت هيرستون عن اهتمامها بالطبيعة ذات الإثنيات المتعددة للسكان في بويرتو كورتيس، فمعظم السكان مثل الميسكيتو زامبو والجاريفونا من أصل أفريقي وثقافة كريولية، وهي ثقافة هؤلاء المنحدرين من أصل مختلط (من أصل أوروبي وأسود مختلط) وخصوصا بمنطقة البحر الكاريبى.

### السنوات اللاحقة
اتُهِمَت هيرستون زوراً عام 1948 بتهمة التحرش بطفل في العاشرة من عمره، وعلى الرغم من إثباتها تواجدها بالهندوراس وقت وقوع الجريمة بالولايات المتحدة، إلا أن الفضيحة تسببت في إحداث ضرراً بالغاً في حياتها الشخصية.
في العقد الأخير من حياتها عملت هيرستون ككاتبة مستقلة لحساب العديد من المجلات والصحف. ففى خريف عام 1952 اتصل بها سام نان محرر جريدة بيتيسبيرغ ليطلب منها الذهاب إلى فلوريدا لتغطية محاكمة رودى ماكوللام المتهمة بالقتل. كانت رودى ماكوللم زنجية ثرية على علاقة بطبيب أبيض ثرى يعمل بالسياسة أيضا، حيث ادعت رودى بأنه ابتزها للنوم معه، وأنها قد حملت بطفل منه.
أعادت لها هذه القضية ذكرياتها القديمة المتعلقة بسيطرة الرجل الأبيض في مجتمعات اللامبر بشمال فلوريدا. ناقشت هيرستون القضية مع نان، وتوصل الاثنان إلى أن القضية مرتبطة ارتباطاً وثيقاً بوثيقة حقوق العشيق، ودفعهما هذا إلى محاولة عرضها على الجمهور الوطنى.
كان أملا التقييد الذي أصدره قاضي المحاكمة ضد فريق الدفاع، ورفض السكان المحليين من البيض والسود التحدث عن القضية مدعاة لدهشة زورا عند وصولها إلى لايف أوك، حيث اعتقدت زورا أن هذا ربما يكون راجعا إلى تورط الطبيب المقتول في لعبة القمار المتعلقة بسام ماكوللم زوج المتهمة. كتبت هيرستون العديد من المقالات خلال المحاكمة ونُشِرَت لها بالمجلة. انتهت المحاكمة بإدانة روبى ماكوللك، حبث أصدرت الحكم لجنة محلفين مؤلفة من رجال من البيض فقط، حيث حكموا عليها بالإعدام.
كُلِفَت هيرستون بكتابة سلسة مقالات بعنوان، «قصة حياة روبى ماكوللم»، ظلت زورا تكتب فيها لأكثر من ثلاثة أشهر عام 1953، لكنها توقفت عن كتابة سلسلة المقالات إثر اختلافها هي ونان على أجرها وانتهى الأمر بتوقفها عن العمل معه.
لم يكن بمقدور زورا تحمل تكاليف تغطية الإستئناف والمحاكمة الثانية، فاتصلت بالصحفى ويليام برادفورد هيوى، الذي عملت معه سابقا في جريدة (عطارد الأمريكى)، في محاولة منها لإثارة اهتمامه بالقضية. قام هيوى بتغطية بتغطية الإستئناف والمحاكمة الثانية، كما قام بمراجعة بعض معلومات القضية على خلفية التحقيق، وقد شاركته زورا بما تملكه من معلومات عن المحاكمة الأولى. لكن، على الرُغم من مساعدتها له، إلا أنه لم يشِر إليها كثيرا في كتابه، «رويى ماكوللم: امرأة في سجن سُوانى» الذي نُشِرَ عام 1956، وقد أصبح الكتاب في قائمة أفضل المبيعات.
احتفلت هيرستون بحقيقة أن شهادة ماكوللم التي قدمتها للدفاع عن نفسها، تُعَدُ المرة الأولى التي تقوم فيها امرأة أمريكية من أصل أفريقى بالدفاع عن نفسها وبأن تشهد في قضية حضانة لطفل من أب أبيض البشرة. آمنت هيرستون بأن شهادة روبى ماكوللم هي بمثابة حكم الإعدام لوثيقة حقوق العشيق في الجنوب العنصرى.
من بين المناصب التي عملت بها زورا، عملها بشركة «بان أمريكان وورلد للطيران»، وكان مقر عملها بقاعدة باتريك للقوات الجوية عام 1957، لكنها طردت من وظيفتها لكونها على درجة كبيرة من العلم (متعلمة زيادة عن اللازم) مما لا يناسب الوظيفة. بعدها ظلت زورا تنتقل من وظيفة إلى أخرى، ومن ضمن هذه الوظائف عملها كمدرس بديل وخادمة.

### وفاتها
مرت زورا في آخر عمرها بسلسة من الأزمات المادية والمالية، وانتهى الأمر بإجبارها على دخول بيت القديسة لوسى الخيرى، وهناك أصيبت زورا بسكتة قلبية وتوفت في الثامن والعشرين من يناير/كانون الثانى عام 1960 من جرّاء إصابتها بأمراض في القلب وارتفاع ضغط الدم. دُفِنَت زورا بمقابر حديقة الراحة السماوية بفورت بيرس في فلوريدا، لكن قبرها لم يكن معلّماً حتى عام 1937، حيث قام الروائى أليس ووكر ودارسة الأدب شارلوت هانت بكتابة اسمها على شاهد قبرها.
بعد وفاتها صدر أمراً بحرق كل أوراقها، إلا أن صديقها الضابط باتريك دوفال وقف حائلا دون تمام هذا الأمر. حدث الأمر في أحد الأيام أثناء مروره ببيتها، ليفاجأ بعملية الحرق، فقام بإخماد النيران وإنقاذ مجموعة ثمينة من الوثائق الأدبية لتدريسها للأجيال القادمة. تم التبرع بمجموعتها هذه لمكتبات جامعة فلوريدا عام 1961 عن طريق السيدة مارجورى سيلفر، التي كانت صديقة وجارة لوزرا. وفي عامة 1970 و1971 قامت فرانسيس جروفى، ابنة إى.أو جروفر_الأستاذ بكلية رولليتز وصديق العمر لهيرستون_ بالتبرع بمجموعة أخرى من أوراق هيرستون. وفي عام 1979، قام ستيتسون كينيدى من جاكسون فيل والذي عرف هيرستون من خلال عمله معها في مشروع الكتاب الاتحاديين بإضافة المزيد من الأوراق التي تتحدث عن حياة زورا نيل هيرستون. [(أوراق زورا نيل هيرستون، مكتبات جامعة فلوريدا، أغسطس 2008)]- [(Zora Neal Hurston Papers, University of Florida Smathers Libraries, August 2008)]

## مسيرتها الأدبية

### العشرينيات
عند وصول هيرستون إلى نيويورك عام 1925 كانت حركة «نهضة هارلم» Harlem Renaissance في قمتها، ولم يمضِ الكثير من الوقت قبل أن تصبح زورا أحد كُتّابِها الرئيسيين، وقبل دخولها «بارنارد» بوقت قصير تم اختيار قصتها القصيرة «سبانك» ليتم نشرها في «ذا نيو نيجرو» The New Negro، والتي تُعَدُ معلم من معالم الخيال القصصى، والشعر، والمقالات التي تركز على الفن والأدب الأفريقى والأفرو-أمريكان. عام 1926، قامت مجموعة من الكتّاب الشباب من السود بإنشاء مجلة أسموها «النار» Fire، وكان هؤلاء الشباب الذين أطلقوا على أنفسهم اسم «ذا نيجراتى» The Niggerati، هم زورا، ولانجستون هيوز، ووالاس شيرمان. قدمت مجلتهم العديد من شباب الفنانين والكتّاب بنهضة هارلم "Harlem Renaissance". عام 1929 انتقلت هيرستون للإقامة بإيو جالى في فلوريدا، وهناك كتبت «البغال والرجال» والتي نُشِرَت لاحقاً عام 1930.

### الثلاثينيات
في منتصف الثلاثينيات، كانت هيرستون قد قامت بنشر العديد من القصص القصيرة، ونشرت أيضا روايتها التي نالت العديد من الانتقادات اللاذعة، «البغال والرجال» (1935). تتميز هذه الرواية بطابعها الأنثروبولوجى حيث توثق الفلكلور الأفرو-أمريكى بمجتمعات تيمبر بشمال فلوريدا. وفي عام 1930، قامت هيرستون ولانجستون هيوز بكتابة «عظمة البغل»، وهي كوميديا عن حياة زنجى في ثلاثة فصول لكنها لم تكتمل أبدا، وقد تم نشرها فيما بعد عام 1991 بعد وفاتهما.
مُنِحَت هيرستون عام 1937 زمالة فخرية بجامعة جاجنهيم، وقامت بالإشراف على بحث عن الإثنوغرافية في جاميكا وهايتى. تعتبر روايتها «أخبر حصانى» (1938) توثيقاً لعملها في دراسة الممارسات الروحية والثقافية في جاميكا وفودون في هايتى. وقد قامت هيرستون أيضا بإعداد «أخبر حصانى» للمسرح، ومسرحيتها الشعبية الساخرة «اليوم العظيم» والتي عُرِضَت على خشبة مسرح «جون جولدن» في نيويورك عام 1932.
نُشِرَت أول ثلاث روايات لها في ثلاثينيات القرن الماضى، وهم: «يقطينة يونس» (1934)، و«عيونهم كانت تراقب الرب»(1937)، ورائعتها التي كتبتها أثناء عملها في هايتى، «موسى: رجل الجبل» (1939).

### الأربعينيات والخمسينيات
في الأربعينيات، كانت أعمال هيرستون تُنشَر بشكل دورى في مجلة «عطارد الأمريكى» و "The Saturday Evening Post". ونُشِرَت روايتها «سيراف في سوانى» عام 1948، وفيها تُرَكِز هيرستون على شخصيات من البيض. تُركِز هذه الرواية بشكل رئيسي على الحثالة من النساء البيض البشرة.
يجادل جاكسون (2000) أن إمعان هيرستون في الرفض، والضياع، وبنية الطبقات الاجتماعية بين الفقراء ذوى البشرة البيضاء إنما تعكس محاولات تحسين النسل في العشرينيات.
عام 1952، قامت مجلة «بريد بيتسبيرغ السريع» بتعيين زورا لتغطية محاكمة روبى ماكوللم، المتهمة بقتل طبيب عنصرى أبيض البشرة. وقد ساهمت زورا في كتابة «امرأة في سجن سوانى للنساء»، وهو كتاب للصحفى والمنادى بالحقوق المدنية، «ويليام برادفورد هيوى».
عام 2008، قامت «المكتبة الأمريكية»، The American Library، باختيار مقتطفات من هذا الكتاب لإدراجها بمعرض لأهم كتب الإجرام في أمريكا.

### الغموض في كتاباتها
لعدة عقود تسرب شئ من الغموض إلى أعمال هيرستون لأسباب ثقافية وسياسية. العديد من القرّاء اعترضوا على استخدام هيرستون وتقديمها للهجة الأفرو-أمريكان في رواياتها، نظرا للتاريخ المتهم بعنصرية اللهجة في الأدب الأمريكى. إن أسلوب الحوار لديها متأثر بخبراتها الأكاديمية، فمن وحى تفكيرها كفولكلوريست، جاهدت هيرستون لتقديم بنيات الخطاب للفترة التي قامت بتوثيقها أثناء بحثها الإثنوغرافى. على سيبل المثال؛ لغة الحوار لدى إحدى شخصيات رواية يقطينة يونس، تقول:

"Dat's a big ole resurrection lie, Ned. Uh slew-foot, drag-leg lie at dat, and Ah dare yuh tuh hit me too. You know Ahm uh fightin' dawg and mah hide is worth money. Hit me if you dare! Ah'll wash yo' tub uh 'gator guts and dat quick."
العديد من الدباء المعاصرين لهيرستون اعترضوا على استخدامها للهجة معينة كصفة ملازمة للثقافى الأفرو-أمريكية والمستخدمة كتقليد عنصرى. يُختص بالذكر بعض الكتّاب المرتبطين بنهضة هارلم Harlem Renaissance، اعترض هؤلاء الكتّاب على بعض من مؤلفاتها. مثل أحد المقالات النقدية التي كتبها ريتشارد رايت بعد قراءته ل «عيونهم كانت تراقب الرب»، حيث قال في مقاله: إن اجتياغ اللغة الحسية لروايتها ليس له موضوع، أو رسالة، أو فكرة. إن روايتها ليست مكتوبة ليقرأها الزنجى، بل لجمهور أبيض تعرف زورا جيدا كيف ترضيه؛ فهى ترسم صورة طريفة لحياة الزنجى لترسم ابتسامة عطف على شفتى العرق السائد؛ الرجل الأبيض.
حديثا، أشار العديد من النقاد إلى أسلوب هيرستون الماهر في اختيار واستخدام لغة الخطاب الإصطلاحى.
خلال الثلاثينيات والأربعينيات، في نفس وقت انتشار أعمالها الأدبية، حينها كان ريتشارد رايت المؤلف الأمريكى من أصل أفريقى الذائع الصيت،  فعلى عكس هيرستون، كان رايت يكتب مُستخدماً مصطلحات ساياسية صريحة، باعتباره شخصا تحرر من الشيوعية، حيث وظّف رايت كفاح الأمريكيين من أصل أفريقى لكسب الاحترام، ولتحسين مستواهم الإقتصادى، وظف هذه العوامل كدافع رئيسى وخلفية لرواياته وأعماله. قام رالف أليسون أيضا بمعالجة نفس القضايا في أعماله. أما بالنسبة لزورا، فأعمالها لم تتناول المشاكل السياسية ولم تتسع لهذا الصراع الذي استخدمه آخرون من الروائيين المعاصرين مثل رايت ورالف أليسون . عام 1951، على سبيل المثال، جادلت هيرستون أن الدعم الإقتصادى الجديد له تأثير سلبى على المواطنين الأمريكيين من أصل أفريقى، فهى تقول أنّه قد تسبب في اعتماد هولاء المواطنون على الحكومة بشكل كامل، ممّا أدى إلى زيادة الضغط على الحكومة وبالتالى تنازلها عن جزء كبير من قواها للسياسيين.

### تقدير بعد وفاتها
- عام 1973، قامت أليس ووكر بالبحث عن قبر هيرستون وقامت بوضع شاهد للقبر وكتبت عليه: «عبقرية الجنوب».[50][51] قامت ووكر أيضا بنشر مقال أسمته «البحث عن زورا نيل هيرستون» في قضية شهر مارس 1975 بمجلة أم إس. MS. وبه أعادت الروح لأعمال هيرستون.[52] تجديد الانتباه إلى أعمال هيرستون كان متصلاً أيضاً بظهور روائيين جداد من أصل أفريقى مثل مايا أنجيلو، وتونى موريسون، ووكر التي دارت أعمالهل حول تجارب الأمريكان من أصل أفريقى وأحيانا كانت تأتى على ذكر الكفاح العرقى لهم ولكنها لم تجعله محور أعمالها.
- تحتفل بلدة زورا نيل هيرستون إيتونفيل، فلوريدا بحياة زورا في مهرجان سنوى وبها متحف زورا نيل هيرستون للفنون الجميلة، والذي سُمى بهذا الاسم تكريماً لذكراها. ويتم الاحتفال بحياتها كل عام في مهرجان زورا نيل هيرستون للفنون والعلوم الإنسانية.

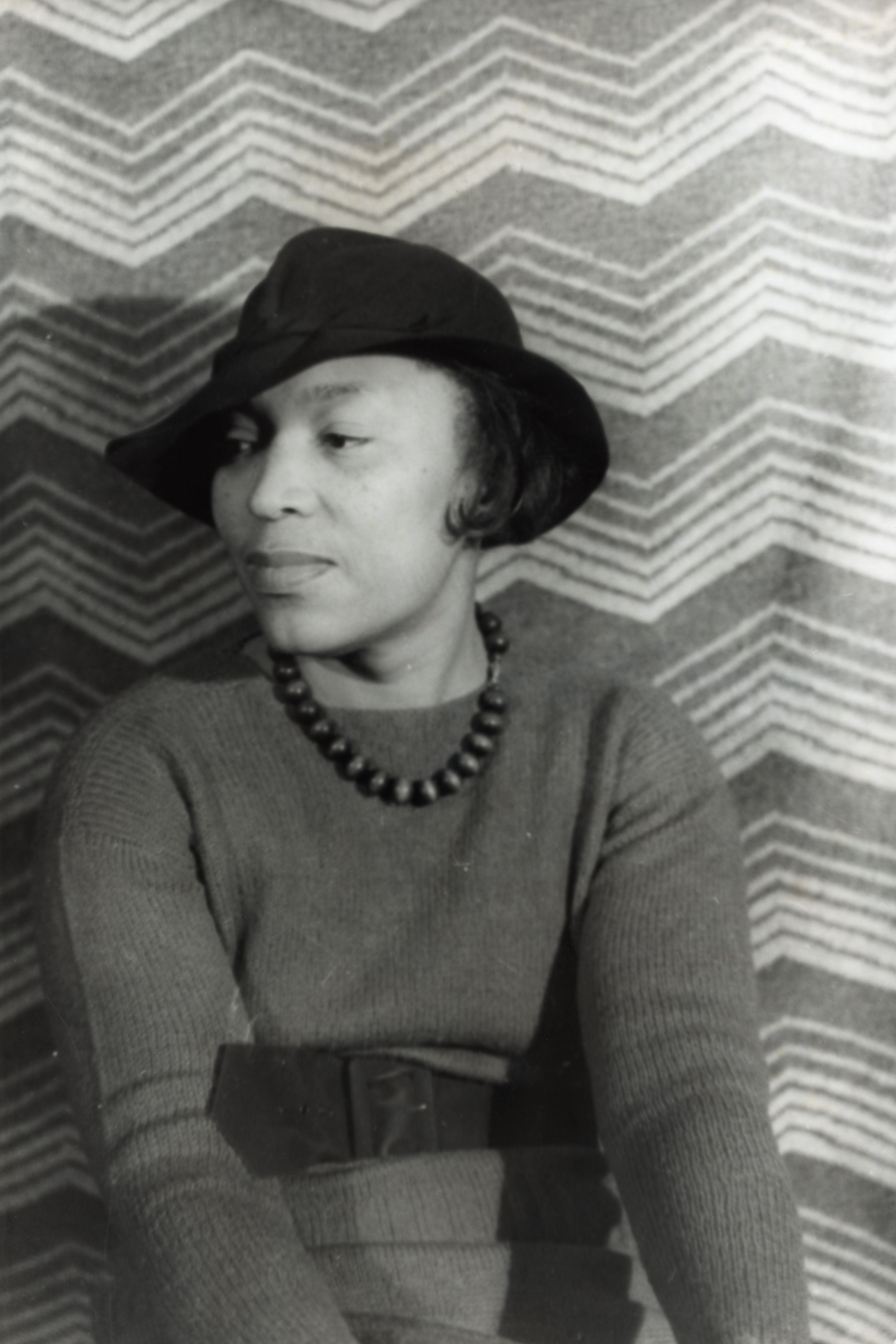
صورة لزورا نيل هيرستون، التقطها كارل فان فيخنت عام 1938

- تم تحويل بيت زورا في فورت بيرس إلى معلم تاريخى، فالمدينة تحتفل سنويا بالعديد من الأحداث من ضمنها مهرجان ممتد لعدة أيام في نهاية شهر أبريل ويُطلق عليه اسم:«عيد زورا».[53]
- في سنة 2002، أدرج الباحث موليفي كيتي أسانتي زورا ضمن قائمته لأعظم مئة أمريكى من أصل أفريقى.[54]
- قامت كلية بارنارد بتكريس مؤتمر Virginiac C. Gildersleeve لذكرى زورا عام 2003، وأطلقوا عليه اسم: Jumpin at the Sun: Reassessin the Life and Work of Zora Neale Hurston. حيث ركز على أعمالها ومارتكته من أثر.[55]، كما أكدت المحاضرة التي قدمتها أليس ووكر على ما حوته أعمالها من تفاصيل وساعدت على زيادة الاهتمام بأعمال هيرستون.[56]
- تم ضمّ هيرستون في القسم الإفتتاحى لساحة مشاهير نيويورك عام 2010.
- في السابع من يناير عام 2014، في عيد ميلاد هيرستون رقم مئة ثلاثة وعشرين، تم تخليد ذكراها على جوجل دودل جوجل Doodle .[57][58]

## السياسة
أطلق جون ماك ووتر على هيرستون لقب «مُحافِظة أمريكا المفضلة»  لكن في نفس الوقت جادل دافيد ت.ليتو ، وليندا رويستر ليتو بأن أفضل وصف يمكن إعطائه لزورا هو كونها «متحررة».
كانت زورا جمهورية متعاطفة مع السياسة الخارجية التي تقضى بعدم التدخل في شئون الغير، وهي السياسة التي يتبعها الحزب المحافظ «أولد رايت» Old Right، وقد كانت زورا أيضا من المعجبين بسياسة بوكر ت. واشينجتون؛ سياسة الاعتماد على النفس أو الاكتفاء الذاتي.
على الجانب الآخر، اختلفت زورا مع العديد من الفلسفات التي اتبعها مجموعة من زملائها بنهضة هارلم Harlem Renaissance، كالشيوعية وما يُعرِف بحركة «نيو ديل» New Deal، فلانجستون هيوز مثلاً كان من المناصرين للإتحاد السوفيتى، حيث قام بالإشادة به في عدد من قصائده.
على الرغم من مشاركة هيرستون لأتباع حركة «أولد رايت» Old Right في الكثير من اتجاهاتهم فيما يخص السياسة الخارجية والداخلية، إلا إنها لم تكن مثلهم من الإتجاه المحافظ.
تُظهِر كتابات زورا نوعاً من الدفاع عن استقلالية المرأة، ويشاركها في هذا اثنتان من الروائيات المتحررات، هما، روز ويلدر لين، وإيزابل باترسون.
على الرغم من أن مقولات زورا الشخصية تٌظهِر إلحاداً، إلا أن كتاباتها لم تنكر الأمور الروحانية، وكدليل على هذا، ما كتبته في سيرتها الذاتية عام 1942، بعنوان «آثار غبار على الطريق»، تقول:

"إن الصلاة تمثل لى صرخة ضعف، ومحاولة خداع لتفادى قواعد اللعبة الموضوعة. أنا لا أختار الاعتراف بالضعف، أنا أتقبل تحدى المسئولية. الحياة كما هي لا تخيفنى؛ لأننى في سلام مع الكون كما هو، وأنحنى لقوانينه. إن البحر الثائر يصرخ: "إلى متى سأظل هكذا؟!"، فهو كشعلة يعاد تكوينها ملايين المرات، ومع هذا فهو لا يملك حرية الانطلاق. إن التأمل في هذين المفهومين وحدهما، يتيح لى الحصول على غذاء روحى يكفينى لفترة طويلة. يُتِضح لى أن أسس العقيدة المنظمة هم مجموعات من الكلمات التي تدور حول قضية أمنية معينة. أنا لا أشعر بالحاجة لشئ كهذا. على آية حال، لن أقوم سواء بكلمة أو يفعل، لن أجاول حرمان نفسى من عزاء آخر تخدمه هذه الأسس، فهى ببساطة شديدة لم توضع لشخص مثلى. ربما يكون هناك شخضاً آخراً مثلى لديه نظرتى الهائجة لهؤلاء الملائكة.
إن انبعاث ذلك الوهج الأصفر من قلب ظلام الفجر الحالك لهو مجد كاف لى. أنا أعرف أنّه لا يوجد شئ غير قابل للتدمير؛ فالأشياء نادراً ما تغير تكوينها. إن وعينا بالحياة حولنا وذلك الشعور بانسحابها منّا بالتدريج حتى خروجها منّا بالكامل، يمنحنى شعوراً بأننى سأظل جزءاً لا يتجزأ من هذ العالم. أنا أؤمن بأننى كنت جزءاً من هذا العالم من قبل حتى أن تتكون الشمس وتتحول إلى قلب نابض في جسد التغيير. حتى عندما انشقت الأرض من الريم المشتعل كنت جزءاً منها.
عندما تنتهى الحياة الدنيا سأعود مع الأرض إلى أبونا الشمس، وسأظل جزءاً منها حتى بعدما ينطفئ لهيبها، وتتفتت في الأبدية. لمَ الخوف؟ إن أساس وجودى هو كيان متغير ومتحرك دائما لكنه ليس مفقوداً بل هو في تغير مستمر، لذا لم الحاجة إلى الطوائف والأسس العقائدية، لمَ لا أحرم نفسى ممّا يسميه أخوتى البشر الراحة الأبدية؟! إن الحزام العريض لهذا الكون ليس بحاجة إلى هذا. إننى صاحبة اللانهائية ولست بحاجة إلى شئ آخر ليطمئن قلبى".

عام 1952، أيدت هيرستون الحملة الرئاسية بقيادة السيناتور روبرت إيه.تافت. كتافت، كانت هيرستون من المعارضين لحركة نيو ديل New Deal التي يقودها فرانكلين دى.روزفلت، وشارته أيضا معارضته لروزفلت وسياسة التدخل الأجنبى التي وضعها ترومان. في المسودة الأصلية لسيرتها الذاتية، «آثار غبار على الطريق»، قارنت هيرستون حكومة الولايات المتحدة الأمريكية بسياج يحمى خيرات مسروقة، وقارنتها أيضا بعصابة مافيا تحمى ما لا تملك.
رأت هيرستون أنّه من المثير للسخرية أن أولئك الذين يدّعون أنّه من النبل الموت في سبيل الحرية والديمقراطية هم نفسهم أولئك الذين يضطهدون ويزيلون أي شخص يشير بإصبع الإتهام إلى أخلاقياتهم... فيقولون نحن أيضاً نعتبر رصاصات المدافع الرشاشة ملين جيد لعبدة الأصنام الذين يحملون أفكاراً مسممة عن بلد يدّعون امتلاكها. انتقدت زورا أولئك الذين ينادون بحريات الغير في الخارج بينما يحرمون شعوبهم من الحرية انتقاداً لاذعاً، تقول: في إمكان روزفلت أن يطلق ما يشاء من تسميات عبر المحيط على حرياته الأربعة، لكنه لم يمتلك الشجاعة ليتحدث ولو حتى بنعومة داخل وطنه. عندما ضرب ترومان اليابان بقنبلته الذرية، أطلقت عليه زورا اسم، «جزار آسيا».
عام 1954، عارضت هيرستون تولى المحكمة العليا قضية براون في. الخاصة بمجلس التعليم Brown V. Board of Education. شعرت هيرستون بأن المدارس الخاصة لو أنت حقاً متساوية فيما بينها، فإن التعليم الذي يتلقاه التلاميذ السود مقارنة بما يتلقاه التلاميذ البيض لن يتيح الفرصة للتلاميذ السود بأن يرقوا إلى نفس المستوى التعليمى للتلاميذ البيض. إضافة إلى قلقها بخصوص هذا الشأن، كانت تقلق أيضا من إزالة مدارس السود ووقف عمل الأساتذة من السود كنوع من محاولة تغذية الأجيال المستقبلية من الأمريكيين ذوى الأصل الأفريقى بالتراث الثقافى الغربي وتشريبهم إيّاه. أعربت زورا عن رفضها لهذا الأمر بخطاب يحمل عنوان، «لن تختلط الأجناس ولو بأمر محكمة»، وقد تم نشره في أورلاندو سنتينل Orlndo Sentinel في أغسطس عام 1955.
لم تستمر هيرستون على معارضتها لقضية الفصل العنصرى، وحوّلت كل انتباهها إلى معارضة تولى محكمة لقضية كهذه، خوفاً من أن يكون الأمر سابقة لنشأة حكومة فدرالية قوية، حيث سيصبح في إمكان هذه الحكومة تقويض الحريات الشخصية على مدى واسع من المشكلات في المستقل. عارضت زورا أيضاً المعاملة المختلفة التي يُعامل بها الأمريكيين من أصل أفريقى، تقول:
«إذا قلت أن نظاماً كاملاً يجب أن يشعر بالسوء لأننى فزت، فإننى أقول أننى لن أستطيع إكمال هذه اللعبة، لأنه يجب وضع قواعد أكثر أماناً للعبة، حتى تصبح لدىّ فرصة للفوز. أنا أتبرأ منهم. لو أنّه هناك آخرون في هذه اللعبة، فليعطوننى يداً وليتركونى بعدها أرى ماذا في استطاعتى تقديمه، على الرغم من أننى أعرف أنّه يوجد في اللعبة أولئك الذين يعبثون كالشياطين بطرق أخرى».

## انتقادات
انتقد داروين تيرنر_أحد كتّاب السيرة الذاتية لهيرستون_ عنصريتها ومعارضتها لبرامج تضمن حقوق السود في العمل.
انتقد روائيون آخرون هيرستون لمقدمتها الحسية عن فودو. كما انتقد هارولد بريس في كتابه «الأزمة» The Crisis، انتقد استمرار هيرستون في التأكيد على «بدائية الزنوج» واستغلالها بهدف التقدم بمسيرتها الأدبية. وفي جريدة التاريخ الزنجى The Journal of Negro History عيب على هيرستون اتهامها للأمريكيين من أصل أفريقى بالجهل والاعتقاد في الخرافات.
يقول جيفرى أندرسون أن الطرق البحثية التي استخدمتها هيرستون مثيرة للتساؤل، وأنها قامت بالتزوير في عملها على الفودو؛ حيث أتى على ذكر أنّها اعترفت بكتابتها حوار وهمى لكتابها «البغال والرجال» في خطاب أرسلته إلى روث بينيديكت. يرى أندرسون أن العديد من مزاعم هيرستون في كتابات الفودو الخاصة بها مشكوك بأمرهم أيضاّ.
يرى العديد من الروائيين أن هيرستون قد انتحلت الملكية الأدبية لثلاثة أعمال أدبية على الأقل. حيث كانت مقالته المعنونة «قصة كورجو الخاصة عن آخر النخاسين الأفارقة» كانت أصلية بنسبة 25% فقط، وباقيها ليس من وحى قلمها. وقد قامت هيرستون أيضاً بانتحال كتاباتها عن الفودو.